# Eshika/Shōgo
ヱシカ／ショーゴ（1982年—）是日本的漫畫家、插畫家。住在日本埼玉縣所澤市，東京造型大學畢業。
2008年8月現在正在「FB Online」上連載《狂亂家族日記》漫畫版。

## 作品列表

### 漫畫
- 《狂亂家族日記》（狂乱家族日記）（原作・日日日/角色原案・x6suke）Enterbrain〈マジキューコミックス〉全4卷（『FB Online』2007年11月號 - 2010年3月號）
- 《學美向前衝！SAKRA》（まなびストレート!SAKRA）（原作・ufotable）KADOKAWA〈Fami通Clear Comic〉全2卷（『Fami通Comic Clear』2015年1月30日 - 2016年2月26日）
- 《超異域公主連結☆Re:Dive》（プリンセスコネクト! Re:Dive）（構成：かかし朝浩、原作・Cygames、『サイコミ（日语：サイコミ）』2018年2月18日 - 12月23日、講談社〈サイコミ〉全2巻）東立出版社

## 外部連結
- 12-Knights（页面存档备份，存于） - 作者個人網站
- Eshika/Shōgo的X（前Twitter）